# Clément Chantôme
Clément Chantôme (ur. 11 września 1987 w Sens) – francuski piłkarz występujący na pozycji pomocnika we francuskim klubie Stade Rennais. Były reprezentant Francji.

## Kariera klubowa

### Paris Saint-Germain
Chantôme pierwsze piłkarskie kroki stawiał w akademii piłkarskiej zespołu Paris Saint-Germain. W 2004 zaczął grać w rezerwach tego klubu, grających w Championnat de France Amateurs, odpowiedniku czwartej ligi. W 2006 roku ówczesny trener pierwszej drużyny PSG, Guy Lacombe, awansował go do składu pierwszej drużyny i 12 sierpnia tamtego roku Clément zadebiutował w Ligue 1 w zremisowanym 0:0 wyjazdowym spotkaniu z Valenciennes FC. W całym sezonie wystąpił w 20 spotkaniach ligowych i pomógł stołecznemu zespołowi w utrzymaniu w lidze. W sezonie 2007/08 był już podstawowym zawodnikiem swojej drużyny i wystąpił w jej 28 spotkaniach w lidze. Osiągnął także swój pierwszy sukces w karierze, którym było zdobycie Pucharu Ligi Francuskiej (w wygranym 2:1 finale z RC Lens grał przez 64. minuty).

### Toulouse FC
W sierpniu 2013 roku został wypożyczony do Toulouse FC.

### Girondins Bordeaux
30 stycznia 2015 roku podpisał 4–letni kontrakt z pierwszoligowym Girondins Bordeaux.

### Stade Rennais FC
23 czerwca 2016 roku podpisał 4–letni kontrakt z pierwszoligowym Stade Rennais FC.

## Kariera reprezentacyjna
W październiku 2006 roku Chantôme zadebiutował w reprezentacji Francji U-21. 12 października 2012 zadebiutował w dorosłej reprezentacji w przegranym 0:1 towarzyskim meczu z Japonią.